# BeltLine
BeltLine (рус. БелтЛайн) — рекреационный комплекс в Атланте, штат Джорджия, Соединённые Штаты Америки. Включает в себя кольцевую дорожку многоцелевого назначения протяженностью 35 км вокруг центра, парки, скульптуры и доступ к жилым комплексам. Проект был начат в 2000-х годах с целью улучшить транспортную инфраструктуру города и соединить исторически обделённые финансированием районы с более благополучной частью Атланты. В настоящее время проект активно развивается, в планах есть продолжение велосипедной дорожки и создание новых парков.

## История
Исторически коридоры BeltLine использовались как железнодорожные пути, однако впоследствии они были заброшены.
Идею проекта выдвинул в 1999 году студент Технологического института Джорджии Райан Гревел в своей магистерской диссертации. В 2000 году Райан и двое его коллег разослали краткое содержание диссертации известным жителям Атланты, и впоследствии идею поддержали представители городских властей, в том числе мэр Ширли Франклин.
В 2005 году была основана первая организация для начала работы над проектом. В 2006 и 2007 годах были выкуплены первые участки земли и получена официальная поддержка от городской транспортной компании (MARTA), а в октябре 2008 года открылся первый участок велосипедной дорожки в районе West End.

## Планы
В 2016 году свыше 70 % жителей Атланты поддержали введение дополнительного налога, который планируется использовать для прокладки ветви скоростного трамвая вдоль BeltLine.
Планируется прокладка асфальта на тех частях дорожки, где он пока отсутствует.

## Парки
Частью проекта было открытие многочисленных парков вдоль дорожки. Среди них:
- Вестсайд-парк (англ. Westside Park) площадью 142 га в западной части города,
- Пичтри-крик-парк (англ. Peachtree Creek Park) возле района Бакхед площадью 26 га,
- Хиллсайд-парк (англ. Hillside Park) площадью 11 га,
- Парк Исторического Четвёртого Округа (англ. Historic Fourth Ward Park) площадью 25 га возле торгового центра Понсе-сити-маркет,
- Вотерворкс-парк (англ. Waterworks Park) площадью 83 га.

## Творчество
«Творчество на BeltLine Атланты» (англ. Art on the Atlanta BeltLine) — величайшая непостоянная выставка изобразительного искусства в Атланте, экспонаты которой выставляются вдоль 14-километрового коридора BeltLine. Авторами являются сотни местных художников, артистов и музыкантов. Первая такая выставка состоялась в 2010 году. Также вдоль дорожки можно увидеть разные произведения искусства, такие как граффити, скульптуры и муралы.
- Стрит-арт на BeltLine
- Скульптуры вдоль дорожки
- Скульптуры вдоль дорожки
- Картина «The Highball Artist»[4] художника Хедли Брекенриджа на мосту Люсиль-авеню
- Уличное граффити
- Уличное граффити
- Уличное граффити